# Liste des ascensions du Tour de France 2018
La liste des ascensions du Tour de France 2018 répertorie les cols et côtes empruntés par les coureurs lors de la 105e édition de la course cycliste par étape du Tour de France.

## Présentation
Un total de 53 ascensions sont répertoriées pour l'édition 2018 : 9 classées hors catégorie, 10 de première catégorie, 7 de deuxième, 9 de troisième et 18 de quatrième.
Le point culminant est atteint au col de Portet dans le département des Hautes-Pyrénées, lors de la 17e étape. Le Souvenir Henri-Desgrange y est décerné au coureur Colombien Nairo Quintana.
Le Français Julian Alaphilippe endosse le maillot distinctif de meilleur grimpeur au soir de la dixième étape et le conserve jusqu'à l'arrivée à Paris.

## Liste
| Ascension                                | Catégorie | Département                       | Massif montagneux | Altitude | Étape | Coureur en tête au sommet |
| ---------------------------------------- | --------- | --------------------------------- | ----------------- | -------- | ----- | ------------------------- |
| Côte de Vix                              | 4e        | Vendée                            |                   | 29 m     | 1re   | Kévin Ledanois            |
| Côte de Pouzauges                        | 4e        | Vendée                            |                   | 201 m    | 2e    | Dion Smith                |
| Côte de Saint-Jean-la-Poterie            | 4e        | Vendée                            |                   | 78 m     | 4e    | Anthony Perez             |
| Côte de Kaliforn                         | 4e        | Finistère                         | Massif armoricain | 207 m    | 5e    | Sylvain Chavanel          |
| Côte de Trimen                           | 4e        | Finistère                         | Massif armoricain | 219 m    | 5e    | Sylvain Chavanel          |
| Côte de la Roche du feu                  | 3e        | Finistère                         | Massif armoricain | 218 m    | 5e    | Sylvain Chavanel          |
| Côte de Menez Quelerc'h                  | 3e        | Finistère                         | Massif armoricain | 210 m    | 5e    | Toms Skujiņš              |
| Côte de la montagne de Locronan          | 3e        | Finistère                         | Massif armoricain | 237 m    | 5e    | Toms Skujiņš              |
| Côte de Ploudiry                         | 3e        | Finistère                         | Massif armoricain | 126 m    | 6e    | Dion Smith                |
| Côte de Roc'h Trevezel                   | 4e        | Finistère                         | Massif armoricain | 334 m    | 6e    | Dion Smith                |
| Mûr-de-Bretagne (1)                      | 3e        | Côtes-d'Armor                     | Massif armoricain | 287 m    | 6e    | Toms Skujiņš              |
| Mûr-de-Bretagne (2)                      | 3e        | Côtes-d'Armor                     | Massif armoricain | 287 m    | 6e    | Dan Martin                |
| Côte du Buisson de Perseigne             | 4e        | Orne                              |                   | 224 m    | 7e    | Yoann Offredo             |
| Côte de Pacy-sur-Eure                    | 4e        | Eure                              |                   | 129 m    | 8e    | Marco Minnaard            |
| Côte de Feuguerolles                     | 4e        | Eure                              |                   | 134 m    | 8e    | Fabien Grellier           |
| Col de Bluffy                            | 4e        | Haute-Savoie                      | Alpes             | 631 m    | 10e   | Julian Alaphilippe        |
| Col de la Croix Fry                      | 1e        | Haute-Savoie                      | Alpes             | 1 474 m  | 10e   | Rudy Molard               |
| Montée du Plateau des Glières            | HC        | Haute-Savoie                      | Alpes             | 1 389 m  | 10e   | Julian Alaphilippe        |
| Col des Fleuries                         | nc        | Haute-Savoie                      | Alpes             | 930 m    | 10e   | -                         |
| Col de Romme                             | 1e        | Haute-Savoie                      | Alpes             | 1 292 m  | 10e   | Julian Alaphilippe        |
| Col de la Colombière                     | 1e        | Haute-Savoie                      | Alpes             | 1 604 m  | 10e   | Julian Alaphilippe        |
| Montée de Bisanne                        | HC        | Savoie                            | Alpes             | 1 723 m  | 11e   | Julian Alaphilippe        |
| Col du Pré                               | HC        | Savoie                            | Alpes             | 1 703 m  | 11e   | Warren Barguil            |
| Cormet de Roselend                       | 2e        | Savoie                            | Alpes             | 1 968 m  | 11e   | Warren Barguil            |
| La Rosière                               | 1e        | Savoie                            | Alpes             | 1 848 m  | 11e   | Geraint Thomas            |
| Col de la Madeleine                      | HC        | Savoie                            | Alpes             | 1 993 m  | 12e   | Julian Alaphilippe        |
| Lacets de Montvernier                    | 2e        | Savoie                            | Alpes             | 780 m    | 12e   | Pierre Rolland            |
| Col de la Croix-de-Fer                   | HC        | Savoie                            | Alpes             | 2 065 m  | 12e   | Steven Kruijswijk         |
| Alpe d'Huez                              | HC        | Isère                             | Alpes             | 1 815 m  | 12e   | Geraint Thomas            |
| Côte de Brié                             | 3e        | Isère                             | Alpes             | 447 m    | 13e   | Thomas De Gendt           |
| Côte de Sainte-Eulalie-en-Royans         | 4e        | Drôme                             | Alpes             | 292 m    | 13e   | Tom Scully                |
| Côte du Grand Châtaignier                | 4e        | Gard/Ardèche                      |                   | 306 m    | 14e   | Julian Alaphilippe        |
| Col de Soulagés                          | nc        | Gard                              | Massif central    | 315 m    | 14e   | -                         |
| Col de la Croix-de-Berthel               | 2e        | Lozère                            | Massif central    | 1 086 m  | 14e   | Gorka Izagirre            |
| Col du Pont-sans-Eau                     | 3e        | Lozère                            | Massif central    | 1 085 m  | 14e   | Jasper Stuyven            |
| Côte de la Croix Neuve                   | 2e        | Lozère                            | Massif central    | 1 051 m  | 14e   | Omar Fraile               |
| Côte de Luzençon                         | 3e        | Aveyron                           | Massif central    | 541 m    | 15e   | Julian Alaphilippe        |
| Col de Sié                               | 2e        | Tarn                              | Massif central    | 999 m    | 15e   | Lilian Calmejane          |
| Pic de Nore                              | 1e        | Aude/Tarn                         | Massif central    | 1 211 m  | 15e   | Rafał Majka               |
| Côte de Fanjeaux                         | 4e        | Aude                              |                   | 332 m    | 16e   | Warren Barguil            |
| Côte de Pamiers                          | 4e        | Ariège                            | Pyrénées          | 408 m    | 16e   | Julian Alaphilippe        |
| Côte de la Fage                          | -         |                                   | Pyrénées          | 451 m    | 16e   | -                         |
| Col de Portet d'Aspet                    | 2e        | Haute-Garonne                     | Pyrénées          | 1 070 m  | 16e   | Philippe Gilbert          |
| Col de Menté                             | 1e        | Haute-Garonne                     | Pyrénées          | 1 346 m  | 16e   | Julian Alaphilippe        |
| Col du Portillon                         | 1e        | Haute-Garonne/Catalogne (Espagne) | Pyrénées          | 1 290 m  | 16e   | Adam Yates                |
| Montée de Peyragudes                     | 1e        | Haute-Garonne/Hautes-Pyrénées     | Pyrénées          | 1 640 m  | 17e   | Tanel Kangert             |
| Col d'Azet                               | 1e        | Hautes-Pyrénées                   | Pyrénées          | 1 585 m  | 17e   | Julian Alaphilippe        |
| Col de Portet Souvenir Henri Desgrange   | HC        | Hautes-Pyrénées                   | Pyrénées          | 2 214 m  | 17e   | Nairo Quintana            |
| Côte de Madiran                          | 4e        | Hautes-Pyrénées                   | Pyrénées          | 259 m    | 18e   | Niki Terpstra             |
| Côte de Viella                           | -         | Hautes-Pyrénées                   | Pyrénées          | 241 m    | 18e   | -                         |
| Côte de Bachen                           | -         | Landes                            | Pyrénées          | 600 m    | 18e   | -                         |
| Côte de Samadet                          | -         | Landes                            | Pyrénées          | 850 m    | 18e   | -                         |
| Côte d'Anos                              | 4e        | Pyrénées-Atlantiques              | Pyrénées          | 303 m    | 18e   | Guillaume Van Keirsbulck  |
| Côte de Loucrup                          | 4e        | Hautes-Pyrénées                   | Pyrénées          | 527 m    | 19e   | Silvan Dillier            |
| Côte de Capvern-les-Bains                | 4e        | Hautes-Pyrénées                   | Pyrénées          | 597 m    | 19e   | Damien Gaudin             |
| Col d'Aspin                              | 1e        | Hautes-Pyrénées                   | Pyrénées          | 1 493 m  | 19e   | Julian Alaphilippe        |
| Col du Tourmalet Souvenir Jacques Goddet | HC        | Hautes-Pyrénées                   | Pyrénées          | 2 115 m  | 19e   | Julian Alaphilippe        |
| Col des Bordères                         | 2e        | Hautes-Pyrénées                   | Pyrénées          | 1 161 m  | 19e   | Tanel Kangert             |
| Col du Soulor                            | -         | Hautes-Pyrénées                   | Pyrénées          | 1 467 m  | 19e   | -                         |
| Col d'Aubisque                           | HC        | Hautes-Pyrénées                   | Pyrénées          | 1 709 m  | 19e   | Rafał Majka               |

## Classement final du Grand Prix de la montagne

Portrait des trois premiers
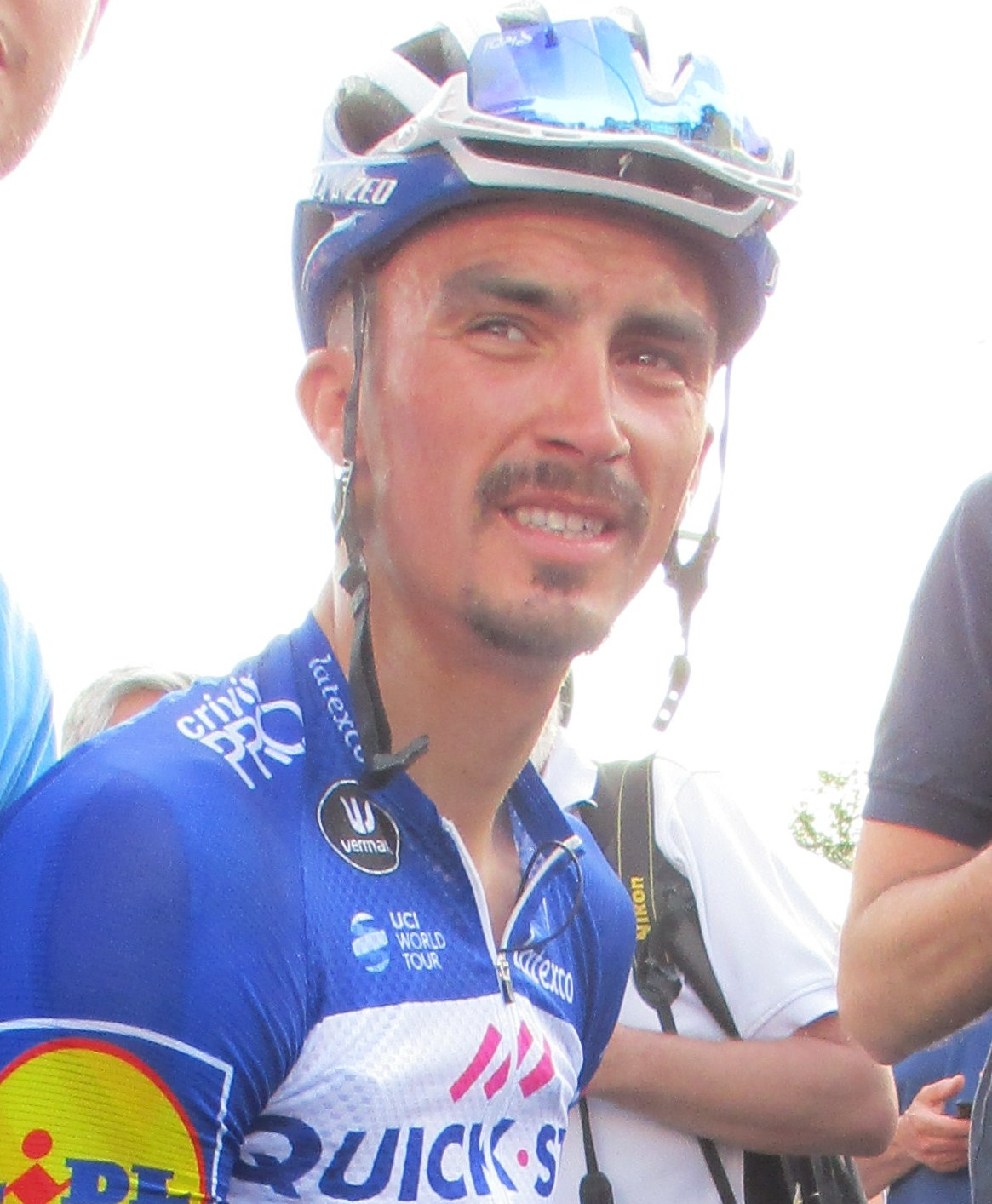
1. Julian Alaphilippe
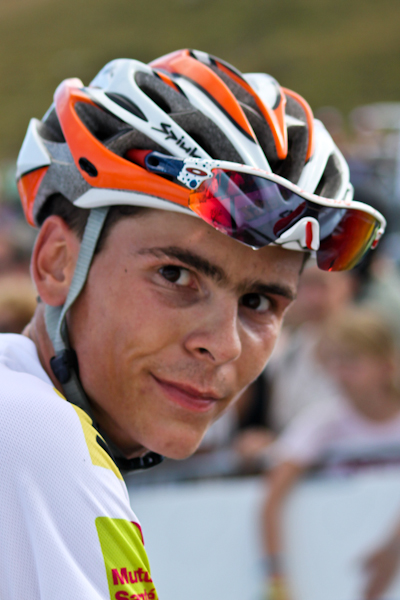
2. Warren Barguil
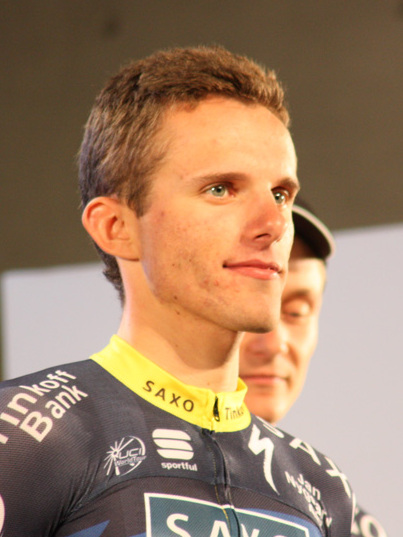
3. Rafał Majka

| Classement de la montagne | Classement de la montagne | Classement de la montagne | Classement de la montagne | Classement de la montagne |
| Coureur                   | Coureur                   | Pays                      | Équipe                    | Points                    |
| ------------------------- | ------------------------- | ------------------------- | ------------------------- | ------------------------- |
| 1er                       | Julian Alaphilippe        | France                    | Quick-Step Floors         | 170 pts                   |
| 2e                        | Warren Barguil            | France                    | Fortuneo-Samsic           | 91 pts                    |
| 3e                        | Rafał Majka               | Pologne                   | Bora-Hansgrohe            | 76 pts                    |
| 4e                        | Geraint Thomas            | Royaume-Uni               | Team Sky                  | 74 pts                    |
| 5e                        | Tom Dumoulin              | Pays-Bas                  | Team Sunweb               | 63 pts                    |
| 6e                        | Primož Roglič             | Slovénie                  | LottoNL-Jumbo             | 56 pts                    |
| 7e                        | Dan Martin                | Irlande                   | UAE Team Emirates         | 41 pts                    |
| 8e                        | Nairo Quintana            | Colombie                  | Movistar Team             | 40 pts                    |
| 9e                        | Tanel Kangert             | Estonie                   | Astana                    | 39 pts                    |
| 10e                       | Steven Kruijswijk         | Pays-Bas                  | LottoNL-Jumbo             | 36 pts                    |